# Litteraturåret 1885

## Händelser under året
- Romanförfattaren Joris-Karl Huysmans myntar uttrycket "svart humor" i en intervju publicerad i det franska veckobladet Les Hommes d'aujourd'hui.

## Priser och utmärkelser
- Kungliga priset – Oscar Montelius
- Letterstedtska priset för översättningar – Fredrik Adam Smitt för översättningen av Alfred Brehms Foglarnes lif

## Nya böcker

### A – G
- Bel-Ami av Guy de Maupassant
- Den stora gruvstrejken av Émile Zola
- Erik Grane av Gustaf af Geijerstam
- Från Napoli av Axel Munthe

### H – N
- Historien om en häst av Lev Tolstoj
- Hur man gör godt av Anne Charlotte Leffler
- Hvad ingen ser av Alfhild Agrell
- Kärlek och andra berättelser av Amanda Kerfstedt
- Litterära silhouetter av Ola Hansson
- Notturno av Ola Hansson
- Mathias Sandorf av Jules Verne

### O – Ö
- Otte Fortællinger av Jonas Lie
- Utopier i verkligheten av August Strindberg
- Pengar av Victoria Benedictsson (som Ernst Ahlgren)

## Födda
- 9 januari – Bengt Berg (död 1967), svensk ornitolog, författare och fotograf.
- 7 februari – Sinclair Lewis (död 1951), amerikansk författare, nobelpristagare 1930.
- 26 april – Carl Einstein (död 1940), tysk konsthistoriker, författare och anarko-syndikalist.
- 2 juli – Björn Hodell (död 1957), svensk teaterchef, manusförfattare och författare.
- 5 augusti – Filip Wahlström (död 1972), svensk konstnär och författare.
- 15 augusti – Edna Ferber, amerikansk journalist, romanförfattare och dramatiker.
- 11 september – D.H. Lawrence (död 1930), brittisk författare.
- 11 oktober – François Mauriac (död 1970), fransk författare, nobelpristagare 1952.
- 30 oktober – Ezra Pound (död 1972), amerikansk poet.
- 9 november – Velimir Chlebnikov (död 1922), rysk futuristpoet.
- 27 november – Liviu Rebreanu (död 1944), rumänsk romanförfattare och dramatiker.
- 6 december – Birger Sjöberg (död 1929), svensk författare och journalist.

## Avlidn a
- 30 april – Jens Peter Jacobsen (född 1847), dansk författare.
- 22 maj – Victor Hugo (född 1802), fransk författare.
- 8 oktober – Carl Georg Starbäck (född 1828), svensk historiker och romanförfattare.